# Mohamed Daoud Mourra ibn Yousouf
Mohamed Daoud Mourra ibn Yousouf ou Doudmourrah (? - mort à Fort-Lamy en septembre 1928) est le souverain (kolak) du Ouaddaï de 1902 à 1909.

## Biographie
Le règne de Doudmourrah est marqué par sa lutte contre la pénétration française au Tchad et sa rivalité avec son cousin le prince Acyl, prétendant au trône du Ouaddaï et qui s'est rallié aux colonisateurs.
Après plusieurs années de guerre ponctuées de graves échecs (combats de Dokotchi et de Djoua en 1908, de Djohamé en 1909), sa capitale Abéché est prise d'assaut par les troupes du capitaine Jean-Joseph Fiegenschuh appuyées par les partisans d'Acyl le 2 juin 1909. Tandis qu'Acyl est intronisé en ses lieu et place, Doudmourrah refuse de capituler, s'enfuit et cherche des appuis auprès des Massalit, au Darfour et de la Senoussiya.
Tajeddine, sultan du Massalit, lui fournit l'assistance la plus efficace. Il anéantit la colonne de Fiegenschuh à l'oued Kadja le 4 janvier 1910 puis défait celle du lieutenant-colonel Henri Moll au combat de Doroté le 9 novembre suivant mais il est tué lors de la bataille. Avec lui, Doudmourrah, qui a participé au combat, perd son principal allié. Sa situation redevient précaire et après avoir tenté de se joindre aux Ouaddaïens qui refusent de se soumettre à l'autorité française (combat de Chokoyan du 29 juin 1911), il se résigne et fait sa reddition à Abéché au commandant Hilaire le 27 octobre, monté sur le cheval blanc du colonel Moll. Il est assigné à résidence à Fort-Lamy (aujourd'hui N'djamena) où il demeure jusqu'à sa mort en 1928.
Acyl, son ennemi de toujours, ne profite pas longtemps de son trône : il est déposé par les Français en 1912 et le royaume du Ouaddaï est supprimé. Il est reconstitué en 1935 et Urada, un neveu de Doudmourrah, en devient le souverain.
La presse française rendra hommage au courage et à l'énergie du sultan vaincu : le journal L'Illustration lui consacrera un article intitulé « Un chevalier noir ».

## Sources
- Jean Chapelle, Le Peuple tchadien, L'Harmattan, 1980  (ISBN 2858021694)
- Jean Malval, Essai de chronologie tchadienne (1707-1940), Éditions du CNRS, Paris, 1974.